# Винбарг, Лудольф
Кристиан Лудольф Винбарг (нем. Christian Ludolf Wienbarg; 1802—1872) — немецкий журналист, писатель и литературный критик.

## Биография
Лудольф Винбарг родился 25 декабря 1802 года в Альтоне в семье кузнеца. Получил образование в университетах Киля и Бонна.
В 1834 году он уже сам читал лекции в Кильском университете (немецкая литература и эстетика). В 1835 году К. Л. Винбарг основал во Франкфурте-на-Майне вместе с Карлом Гуцковым журнал «Deutsche Revue». 
За членство в группе немецких писателей либерально-революционного направления «Молодая Германия» Кристиан Лудольф Винбарг был изгнан из Франкфурта союзным сеймом, а его труды были запрещены. После этого он некоторое время жил на Рейне и затем в Гамбурге, где публиковал свои статьи в местных периодических печатных изданиях. 
Во время революции 1848—1849 годов в Германии Л. Винбарг участвовал в качестве добровольца в Датско-прусской войне 1848—1850 гг. по окончании которой навсегда поселился в городе Гамбурге, работал в разных повременных изданиях. О событиях этой войны он написал мемуары под заглавием «Darstellungen aus den schleswig-holschteinischen Feldzügen» (1850—1851).
Ввиду прогрессирующего психического расстройства, с 1868 года писатель находился в специализированной клинике. 
Лудольф Винбарг умер 2 января 1872 года в городе Шлезвиге.
В конце XIX на страницах «Энциклопедического словаря Брокгауза и Ефрона» была дана следующая оценка творчеству Винбарга:
«Возбудив одно время большие надежды, он, однако, не оправдал их. Вся его литературная деятельность носит на себе печать чего-то отрывочного и случайного. Лучшие его произведения — те, которые основаны на его личных наблюдениях...»